# 1965 у футболі
Нижче наведені футбольні події 1965 року у всьому світі.

## Події
- Відбувся п'ятий кубок африканських націй, перемогу на якому здобула збірна Гани.

## Засновані клуби
- Ганза (Німеччина)
- Магдебург (Німеччина)
- Сілекс (Македонія)
- Твенте (Нідерланди)

## Національні чемпіони
- Англія: Манчестер Юнайтед
- Аргентина: Бока Хуніорс
- Італія: Інтернаціонале
- Іспанія: Реал Мадрид
- Парагвай: Олімпія (Асунсьйон)
- СРСР: Торпедо (Москва)
- ФРН: Вердер
- Шотландія: Кілмарнок